# Boulengerochromis microlepis
Genre
Espèce
Synonymes
- Boulengerochromis microlepsis (Boulenger, 1899)[2]
- Paratilapia microlepis (Boulenger, 1899)[2]
- Tilapia microlepis Boulenger, 1899 - protonyme[2]

Statut de conservation UICN

 LC  : Préoccupation mineure
Boulengerochromis microlepis est une espèce de poissons appartenant à la famille des Cichlidae. C'est un endémique du lac Tanganyika. Spécialisé dans la prédation, c'est le plus gros cichlidé de ce lac avec une taille maximale d'environ 80 cm, pour un poids de 4,5 kg.
C'est la seule espèce du genre Boulengerochromis (monotypique). 

## Étymologie
Le nom du genre Boulengerochromis commémore l'ichtyologiste George Albert Boulenger (1858-1937) qui a fait la première description de cette espèce sous le protonyme de Tilapia microlepis.
Son nom spécifique, du grec ancien , mikros, « petit », et λεπίς, lepís, « écaille », fait probablement référence à la petitesse de ses écailles, au nombre de 80 à 90 le long de la ligne latérale.

## Publication originale
- (en) George Albert Boulenger, « Second Contribution to the Ichthyology of Lake Tanganyika.-On the Fishes obtained by the Congo Free State Expedition under Lieut. Lemaire in 1898 », Transactions of the Zoological Society of London, vol. 15, no 4,‎ 7 juillet 2010, p. 87-96 (ISSN 0084-5620, DOI 10.1111/J.1096-3642.1899.TB00020.X).

### GenreBoulengerochromis
- (en) Catalogue of Life : Boulengerochromis (consulté le 11 décembre 2020)
- (en) FishBase : liste des espèces du genre Boulengerochromis (site miroir)
- (fr + en) ITIS : Boulengerochromis Pellegrin, 1904
- (en) WoRMS : Boulengerochromis (+ liste espèces)
- (en) NCBI : Boulengerochromis (taxons inclus)

### EspèceBoulengerochromis microlepis
- (en) Catalogue of Life : Boulengerochromis microlepis (Boulenger, 1899) (consulté le 15 décembre 2020)
- (en + fr) FishBase : espèce Boulengerochromis microlepis (Boulenger, 1899) (+ traduction) (+ noms vernaculaires 1 & 2)
- (fr + en) ITIS : Boulengerochromis microlepis (Boulenger, 1899)
- (en) NCBI : Boulengerochromis microlepis (taxons inclus)
- (en) UICN : espèce Boulengerochromis microlepis (consulté le 20 janvier 2020)